# Brian Hoar
Pour les articles homonymes, voir Hoar (homonymie).
Brian Hoar, né le 29 février 1972  à Williston (Vermont), un pilote automobile de stock-car américain.
Il débute en 1991 à la piste Airborne Speedway à Plattsburgh dans l’état de New York . 
En 1992, il se joint à la toute nouvelle série ACT Late Model (aujourd’hui connue sous le nom ACT Tour) et termine deuxième au championnat. Il remporte la victoire dès son deuxième départ à Airborne Speedway. Ce sera la première d’une longue série de succès dans cette série remportant le championnat une première fois en 1993, puis quatre années consécutives de 1997 à 2000.
En 2000, il participe à trois courses de la série NASCAR  Busch North (aujourd’hui connue sous le nom NASCAR K&N Pro Series East). À partir de 2001, il se consacrera essentiellement à cette série jusqu’en 2006. Il remportera une victoire en 89 départs entre 2000 et 2007, cumulant 44 top 10. Il terminera quatrième de ce championnat à deux reprises, en 2003 et 2006.
Il fera un retour en série ACT Tour en 2007, sans victoire. Ne participant qu’à une seule course en 2008, il revient à temps plein en 2009 pour empocher trois autres championnats consécutifs en 2009, 2010 et 2011 et en récoltant 10 victoires de plus.
Il se retire de la compétition à la fin de la saison 2015 après une dernière victoire à Thompson International Speedway. Il est le recordman de victoires de l’ACT Tour avec 42 victoires en 157 départs depuis 1992, pour un impressionnant pourcentage victorieux de 26 %, et 123 top 10.

## Faits saillants

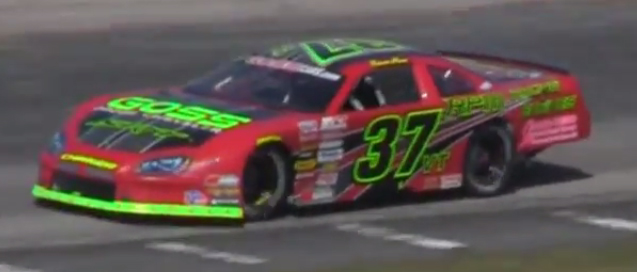
Brian Hoar à Lee USA Speedway en 2014.

- 8 fois champions de l’ACT Tour (1993, 1997, 1998, 1999, 2000, 2009, 2010 et 2011).
- Plus jeune champion de l’ACT Tour à l’âge de 21 ans en 1993.
- 42 victoires en ACT Tour sur les pistes suivantes : Airborne Speedway (9), Circuit Riverside Speedway Ste-Croix (4), Sanair Super Speedway (2), Riverside Speedway NH (3), Thunder Road (8), Autodrome St-Félicien (2), White Mountain Motorsports Park (3), Autodrome Montmagny,  Canaan Fair Speedway, Beech Ridge Motor Speedway, Waterford Speedbowl, Lee USA Speedway, Devil's Bowl Speedway (2), Twin State Speedway, New Hampshire Motor Speedway et Thompson International Speedway.
- 3 fois vainqueur de la course Milk Bowl à Thunder Road en 1998, 1999 et 2011.
- Vainqueur du Showdown ACT à l’Autodrome Chaudière en 2011.
- 3 fois vainqueur de la course Can-Am 200, course comptant pour les championnats ACT Tour et ACT Castrol présentée au Circuit Riverside Speedway Ste-Croix en 2010, 2011 et 2012.
- Victorieux dans la série NASCAR Busch North à Thunder Road le 30 août 2003.
- Récipiendaire du Don MacTavish Award en 2000[1], honneur décerné à un pilote ayant fait preuve d'esprit sportif, de détermination et de dévouement pour son sport.